# Wichmannsdorf (Boitzenburger Land)
Wichmannsdorf ist ein Ortsteil der Gemeinde Boitzenburger Land, welche zum Landkreis Uckermark im Land Brandenburg gehört. Das Dorf ist erstmals im Jahre 1321 als Wichemannstorp urkundlich erwähnt worden. Bis zum Jahr 2001 gehörte Wichmannsdorf als eigenständige Gemeinde zum damaligen Amt Boitzenburg.

## Ortsbild

### Lage
Wichmannsdorf ist ein Nachbardorf des Gemeindezentrums Boitzenburg, welches wie auch der Wohnplatz Lindensee nordwestlich des Dorfes liegt. Im Norden befindet sich Berkholz. Im Nordosten liegen Kröchlendorff und Beenz mit Ferdinandshof. Im Süden und Südosten sind die Wohnplätze Sternthal und Kuhz und das Dorf Haßleben gelegen, wie auch weiter im Süden Herzfelde. Im Südwesten liegt Klaushagen mit dem Wohnplatz Lichtenhain. Die nächsten Städte sind Templin, Lychen und Prenzlau.
Unmittelbar an Wichmannsdorf ist der Haussee gelegen. Auf dem Weg nach Lindensee befindet sich zur rechten Seite der Krumme See. Etwas weiter westlich vom Haussee befindet sich der Kleine Suckowsee. In der Umgebung des Dorfes sind daneben noch Sölle zu finden.

### Geschichte
Während des Vierten Koalitionskrieges kam es am 27. Oktober 1806 bei Wichmannsdorf zu einem Gefecht: Das Kavallerieregiment Gensdarmes wurde auf dem Weg in Richtung Oder von der französischen Division Beaumont eingekesselt. Der Angriff des auf 350 Pferde dezimierten Regiments um 21:00 Uhr gegen den übermächtigen Feind auf engem Terrain war erfolglos, so dass das Regiment kapitulieren musste. Nur einer kleinen Anzahl von Kürassieren gelang die Flucht. Heute erinnern ein Kreuz und ein Gedenkstein am Haussee an die Gefallenen. 
Zur ehemaligen Gemeinde Wichmannsdorf gehörten noch folgende Wohnplätze, welche heute ebenfalls Teil der Gemeinde Boitzenburger Land sind: 
| - Lehmannshof - Lindensee - Rummelpforter Mühle - Sternthal |

### Bevölkerungsentwicklung
| Jahr      | 1875 | 1890 | 1910 | 1925 | 1933 | 1946 | 1993 | 1994 | 1995 | 1996 | 1997 | 1998 | 1999 | 2000 | 2006 |
| --------- | ---- | ---- | ---- | ---- | ---- | ---- | ---- | ---- | ---- | ---- | ---- | ---- | ---- | ---- | ---- |
| Einwohner | 554  | 517  | 490  | 496  | 439  | 654  | 395  | 383  | 387  | 384  | 375  | 382  | 394  | 386  | 294  |

(Man beachte bei den sprunghaften Veränderungen zeitliche Distanzen, historische Ereignisse und Eingemeindungen.)

## Persönlichkeiten
- Helmut Christian Reiche alias Christian Ryke (1913–1993), Jurist und Buchautor